# Hôtel de ville de Diest
L'hôtel de ville de Diest est un édifice de style classique situé sur la Grand-Place (Grote Markt en néerlandais) de la ville belge de Diest dans la province du Brabant flamand.

## Historique
L'architecte et sculpteur anversois Willem Ignatius Kerricx se voit confier la conception du bâtiment en 1724 et la construction débute en 1726. Le gros œuvre est achevé en 1728, mais la finition générale n'est réalisée qu'en 1731. 
L'édifice est classé monument historique depuis le 31 juillet 1936 et figure à l'Inventaire du patrimoine immobilier de la Région flamande sous la référence 41642.